# Christian Message
Pour les articles homonymes, voir Message (homonymie).
Christian Message, né le 17 décembre 1905 à Paris (XIe) et mort le 15 mars 1958 à Paris (XIe), est un homme politique français.
D'abord séminariste, notamment en compagnie de Albert Verney, dit l'« abbé Mickey », futur aumônier de la Légion des volontaires français contre le bolchevisme (LVF), et de Jean Popot, futur aumônier de la prison de Fresnes à l'épuration puis curé de l'église de la Madeleine, Christian Message se marie en 1927 et devient secrétaire d'un syndicat de limonadiers, tout en exerçant une activité de patron de bistrot.
En 1940, il lance le journal La Défense passive, puis l'hebdomadaire La France nationale-socialiste, qui devient l'organe de son parti, le Parti national-socialiste français, prônant un « national-socialisme à la française » et dont l'emblème est un coq de couleur bleue. De très faible importance, ce parti, qui est le seul en France à utiliser l'appellation de « national-socialiste » après 1939, ne dépasse pas les 50 adhérents. Son siège social, inauguré le 20 octobre 1940, est situé au no 19 de la rue Saint-Georges.
En janvier 1941, Christian Message est incarcéré par l'occupant allemand pour avoir qualifié Hitler dans sa revue de « saigneur sanguinaire et démoniaque ». Il est libéré à la demande de Pierre Clémenti mais son parti - qui avait décidé de se rallier au Rassemblement national populaire le 2 février 1941 - est dissous, tandis que son quartier général devient un bureau de recrutement de la LVF.
Condamné à mort le 10 décembre 1946 par la Cour de Justice de la Seine pour intelligence avec l'ennemi, il est finalement gracié.

## Sources
- Jean-Marc Berlière, « Parti national-socialiste français », dans Polices des temps noirs : France, 1939-1945, Paris, Perrin, 2018, 1357 p. (ISBN 978-2-262-03561-7, DOI 10.3917/perri.berli.2018.01.0668 ), p. 668-673.
- Henry Coston, Dictionnaire de la politique française, tome I,  La Librairie française, 1967.
- Pierre-Philippe Lambert, Gérard Le Marec, Partis et mouvements de la Collaboration, Grancher, 1993.
- Philippe Randa, Dictionnaire commenté de la collaboration française, Jean Picollec, 1997.